# Tây Sơn thuật lược
Tây Sơn thuật lược (chữ Hán: 西山述略) là một cuốn tùng thư của tác giả vô danh thị, kể vắn tắt những sự việc xảy ra dưới triều Tây Sơn. Hiện chưa rõ tác phẩm xuất hiện vào năm nào, tuy nhiên lần đầu tiên được đăng trên Nam Phong tạp chí số 148 và nguyên bản đang tàng trữ tại thư viện Société Asiatique Paris, ký hiệu HM 2178 Legs H. Maspéro.

## Giới thiệu
Cho đến thời điểm đầu thế kỷ 21, ngoài một lần Tây Sơn thuật lược được Nam Phong tạp chí số 148 (1930) ấn hành trọn vẹn (trang 28 - 37), còn có bản dịch Việt văn của chuyên viên Tạ Quang Phát, Ủy ban Dịch thuật trực thuộc Tủ sách Cổ văn, Phủ Quốc vụ khanh đặc trách Văn hóa Việt Nam Cộng hòa, ấn hành tại Sài Gòn vào năm 1971.
Căn cứ theo nội dung sách, tác giả đứng ở quan điểm chính thống triều Nguyễn để gọi triều Tây Sơn là ngụy Tây, đồng thời khi nhắc đến Gia Long thì lời lẽ cung kính tán tụng, do vậy rất có thể tác phẩm này được soạn vào hồi Nguyễn sơ. Thời gian được kể khởi đầu bằng sự kiện Nguyễn Văn Nhạc cùng em là Huệ cầm quân tiến đánh Phú Xuân, tức năm Cảnh Hưng thứ 38 (1777), và kết thúc bởi sự kiện xa giá Gia Long tiến ra Thăng Long diệt dư đảng Tây Sơn, tức năm Bảo Hưng thứ 2 (1802). Mỗi sự việc được liệt kê thường có kèm bình chú của tác giả, giọng điệu khá chau chuốt và phong phú. Nhìn chung, lối chép ngắn và tản mạn, nhưng bên cạnh đó còn tồn tại nhiều sai sót về thực sử và mốc thời gian.
| “                                                         | Huệ đặt quan Bí thư, mỗi tháng sáu lần chầu để giảng giải kinh sử. Huệ không có học cho nên không biết thư sách. Một ngày nọ, Huệ hỏi quan Bí thư rằng: "Trong sách có chép việc gì ?", quan Bí thư thưa: "Sách sử chép sự tích thiện ác của đế vương và lý do hưng phế để đời sau biết mà soi xét răn dè". Huệ nói: "Như thế thì từ xưa có ai nói đánh Tàu không ?", thưa rằng: "Nước ta có Trần Hưng Đạo đánh quân Tàu ở sông Bạch Đằng, Lê Thái Tổ đánh quân Tàu ở thành Đông Quan; nhưng đều là đánh chúng tiến sang, chớ chưa có tiến sang Tàu mà đánh chúng". Huệ lại nói: "Ta nay sẽ đánh Tàu cho ngươi xem !", (quan Bí thư là người ở Ngọc Đông, tỉnh Thanh Hóa, tên họ chưa khảo ra). Huệ xuống sắc lệnh cho công viện vá lại chiến y, rồi lại gửi cho gia thiếp của các đại thần cất giữ, hẹn đủ hai mươi vạn chiếc áo để ban cấp cho quân sĩ thì ngày ấy sẽ đánh Quảng Tây mà cướp phá. Lúc ấy, Huệ vừa vào trong viện để xem xét, thì có người thiếp của Thái úy Điều, họ Hoàng, giả vờ không biết có Huệ ở đấy, nói với đồng bọn rằng: “Nay quen thắng mà đánh Tàu, nhưng Tàu thì to mà ta thì bé, nếu rủi không thắng thì mới làm sao ? Chẳng bằng cứ trị dân mà hưởng nước, việc gì phải đi tìm ở xa !". Huệ nghe được, thét lớn: "Người kia là ai mà dám cản trở việc quân của ta ?". Liền sai đem người thiếp họ Hoàng ấy ném xuống biển. Thế rồi hắn lại hối hận mà nói: "Người kia nói cũng hợp lý", Huệ liền ra lịnh tha cho. Việc cướp phá nước Tàu bèn đình lại. (Người thiếp họ Hoàng là dòng dõi của viên đại tướng nhà Lê, Hoàng Nghĩa Giao). Lời phê bình: Nói một lời mà bãi được việc binh, cũng là người nhơn đức thay ! | ” |
| — Trích bản dịch Tây Sơn thuật lược của ông Tạ Quang Phát | |   |